# Mistrovství Československa v atletice 1954
Mistrovství ČSR mužů a žen v atletice 1954 v kategoriích mužů a žen se konalo 6. srpna až 8. srpna v Ostravě.

## Medailisté

### Muži
| Soutěž                                    | Zlato                                                                               | Stříbro                                                                    | Bronz                                                                         |
| 100 m                                     | Václav Janeček 10,7                                                                 | František Šimánek 10,9                                                     | Bohuslav Hlídek 11,0                                                          |
| 200 m                                     | Václav Janeček 21,6                                                                 | Zdeněk Šimek 22,5                                                          | Oldřich Koníček 22,6                                                          |
| 400 m                                     | Pavol Vrecník 49,1                                                                  | Ludvík Liška 49,5                                                          | Lubomír Rek 50,3                                                              |
| 800 m                                     | Ludvík Liška 1:53,3                                                                 | Dušan Čikel 1:53,5                                                         | Jaroslav Heger 1:54,8                                                         |
| 1500 m                                    | Stanislav Jungwirth 3:51,4                                                          | Alexander Zvolenský 3:53,4                                                 | Václav Čevona 3:55,6                                                          |
| 5000 m                                    | Emil Zátopek 14:24,8                                                                | Miroslav Koubek 14:57,0                                                    | Milan Švajgr 15:03,2                                                          |
| 10 000 m                                  | Jiří Šantrůček 30:34,4                                                              | Ivan Ullsperger 30:36,0                                                    | Miloš Tomis 32:15,4                                                           |
| 110 m př.                                 | Milan Tošnar 15,0                                                                   | Jan Mrázek 15,1                                                            | Milan Hon 15,6                                                                |
| 400 m př.                                 | Otakar Šťastný 54,9                                                                 | Dušan Žajdlík 55,6                                                         | Ladislav Nešpor 56,7                                                          |
| 3000 m př.                                | Vlastimil Brlica 9:08,2                                                             | Jindřich Roudný 9:08,2                                                     | Ivan Takáč 9:17,2                                                             |
| 4 × 100 m                                 | Josef Bílek Bohuslav Hlídek Oldřich Kvapil František Šimánek RH Praha 42,3          | Karel Štrobl Jaroslav Fikejz Václav Martínek Václav Janeček ÚDA Praha 42,9 | Viliam Dvonč Leopold Láznička Miroslav Horčic Vladimír Dostál DSO Slavia 43,4 |
| 4 × 400 m                                 | Alexander Zvolenský Dušan Čikel Stanislav Jungwirth Ludvík Liška ÚDA Praha B 3:19,2 | Miroslav Borsuk Jan Kubista Miroslav Čep Pavol Vrecník ÚDA Praha A 3:22,6  | Oldřich Koníček Josef Kopecký Josef Brousil Milan Horecký DSO Spartak 3:24,4  |
| Skok do výšky                             | Jiří Lanský 200 cm                                                                  | Jaroslav Krejčí 185 cm                                                     | Zdeněk Hejda 185 cm                                                           |
| Skok o tyči                               | Jiří Krejcar 415 cm                                                                 | Antonín Saxa 405 cm                                                        | Miroslav Štěpánek 395 cm                                                      |
| Skok daleký                               | Václav Martínek 737 cm                                                              | Jaroslav Fikejz 734 cm                                                     | Milan Garčar 694 cm                                                           |
| Trojskok                                  | Vlastimil Kálecký 14,50 m                                                           | Jaromír Lank 14,37 m                                                       | František Kubíček 14,31 m                                                     |
| Vrh koulí                                 | Jiří Skobla 17,04 m                                                                 | Jaroslav Plíhal 15,47 m                                                    | Josef Stoklasa 15,25 m                                                        |
| Hod diskem                                | Karel Merta 50,85 m                                                                 | Jan Vrabel 49,02 m                                                         | Zdeněk Čihák 47,05 m                                                          |
| Hod kladivem                              | Miloš Máca 56,68 m                                                                  | Jan Kypta 56,61 m                                                          | Jiří Dadák 56,39 m                                                            |
| Hod oštěpem                               | Jaroslav Uhlář 66,93 m                                                              | Miloš Kopřiva 65,45 m                                                      | Jan Perek 64,92 m                                                             |
| 10 km chůze                               | Josef Doležal 45:55,4                                                               | Václav Balšán 48:19,4                                                      | Jindřich Malý 48:41,0                                                         |
| 50 km chůze Praha – Poděbrady 12. 9. 1954 | Josef Doležal 4:16:05,8                                                             | Svatopluk Sýkora 4:42:08,2                                                 | Vratislav Dubjak 4:49:10,8                                                    |
| Desetiboj Stará Turá 14. – 15. 8. 1954    | Jan Šnajdr 5755 bodů                                                                | Miroslav Vlček 5693 bodů                                                   | Vladimír Spáčil 5549 bodů                                                     |
| Maratonský běh Ostrava 12. 9. 1954        | Jaroslav Šourek 2:32:49,0                                                           | Drahomír Pechánek 2:37:20,0                                                | Josef Poupě 2:39:59,6                                                         |

### Ženy
| Soutěž                          | Zlato | Stříbro                                                                                       | Bronz |
| 100 m                           | Libuše Strejčková-Říhová 12,5                                                                            | Jana Rabová 12,8                                                                              | Dagmar Kučerová 12,8                                                                                      |
| 200 m                           | Libuše Strejčková-Říhová 25,6                                                                            | Bedřiška Müllerová 26,2                                                                       | Jana Rabová 26,6                                                                                          |
| 800 m                           | Bedřiška Müllerová 2:17,0                                                                                | Marie Bartáková 2:20,1                                                                        | Květoslava Navrátilová 2:22,2                                                                             |
| 80 m př.                        | Miroslava Fendrichová 11,7                                                                               | Olga Modrachová 11,9                                                                          | Eva Kekély 12,1                                                                                           |
| 4 × 100 m                       | Jaroslava Viltová Dagmar Kučerová Irena Holubová Libuše Strejčková DSO Spartak 50,2                      | Dana Zátopková Jaroslava Lišková Zlata Rozkošná Olga Modrachová ÚDA Praha 51,3                | Marie Novotná Bedřiška Müllerová Marlena Košťálová Květoslava Bukovská DSO Slovan/Slovan Ústí n/L 51,4    |
| 4 × 200 m                       | Květoslava Bukovská Marlena Košťálová Marie Novotná Bedřiška Müllerová DSO Slovan/Slovan Ústí n/L 1:48,4 | Jaroslava Svátková Vanda Waldenhegerová Hana Zajícová Miroslava Fendrichová DSO Dynamo 1:51,6 | Jaruška Pospíšilová Květoslava Navrátilová Božena Hasalíková Liduška Ajglová DSO Jiskra Gottwaldov 1:51,9 |
| Skok do výšky                   | Olga Modrachová 163 cm                                                                                   | Stanislava Matějcová 155 cm                                                                   | Liduška Ajglová 155 cm                                                                                    |
| Skok daleký                     | Zlata Rozkošná 563 cm                                                                                    | Soňa Gižická 541 cm                                                                           | Anna Plšková 524 cm                                                                                       |
| Vrh koulí                       | Adéla Tišlerová 13,98 m                                                                                  | Jaroslava Křítková 13,48 m                                                                    | Miloslava Smejkalová 12,68 m                                                                              |
| Hod diskem                      | Štěpánka Mertová 46,13 m                                                                                 | Anna Stachovičová 42,50 m                                                                     | Libuše Menclová 42,35 m                                                                                   |
| Hod oštěpem                     | Dana Zátopková 48,81 m                                                                                   | Miloslava Maťátková 41,85 m                                                                   | Helena Korábová 38,79 m                                                                                   |
| Pětiboj Opava 14. – 15. 8. 1954 | Olga Modrachová 3436 bodů                                                                                | Liduška Ajglová 2951 bodů                                                                     | Anna Plšková 2903 bodů                                                                                    |